# Derecho de pernada

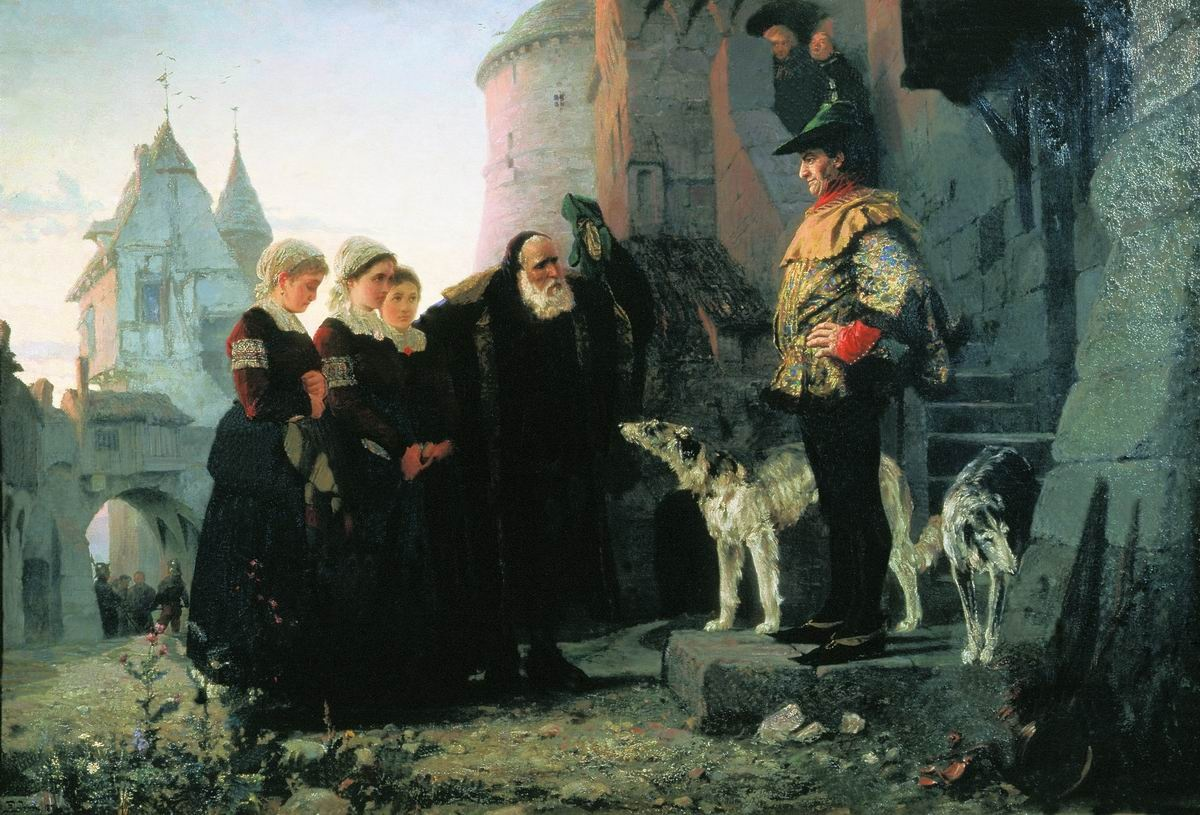
«Le droit du seigneur» por Vasili Polénov
Un cuadro historicista que recrea de manera idealizada la escena de un anciano entregando sus jóvenes hijas al señor feudal.

La expresión derecho de pernada (en latín vulgar medieval, ius primae noctis, ‘derecho de la primera noche’) se refiere a un presunto derecho que otorgaba a los señores feudales la potestad de mantener relaciones sexuales con cualquier doncella sierva de su feudo que fuera a contraer matrimonio con uno de sus siervos. Propiamente, el término cita el acto de hincar la rodilla en el lecho en que yaceran los cónyuges. Este derecho tuvo, supuestamente, vigencia durante la Edad Media de Europa occidental (aunque hay paralelismos en otras partes del mundo) como componente del modo de producción feudal; la etimología y el desarrollo histórico de «feudo» es idéntico al foederare de El contrato social de Rousseau. El Diccionario de la lengua española de la Real Academia Española recoge esta acepción estricta, pero también añade una segunda acepción coloquial, más amplia, referente al abuso de autoridad. Sigmund Freud, en su trabajo de 1917 El tabú de la virginidad, lo cita como hecho discutido, y también la costumbre de bastantes pueblos, de que no fuese el marido quien desflore a la novia, habla de los garcons d'honneur, al modo de las bodas menorquinas precristianas, donde todos los invitados podían mantener relaciones con la novia, en la línea de la 'prostitución ritual' del culto a Astarté.		
También en el ámbito hispanohablante la expresión "derecho de pernada" se refiere, sobre todo en América Latina, a diversas prácticas históricas de abuso y servidumbre sexual, ejercidas por una autoridad (hacendado, administrador de hacienda, jefe político o empleador) en contra de mujeres en condición de dependencia u obediencia (indígenas, campesinas, trabajadoras, inquilinas y otras). Estas prácticas, sin ser legales, fueron impuestas como derechos informales de los patrones, por lo que comúnmente se realizaban ante la pasividad de padres, esposos y comunidad. En la hacienda latinoamericana tradicional el "derecho de pernada" tuvo —en ocasiones— las características que normalmente se atribuyen al privilegio señorial de la Edad Media (la entrega de la virginidad de la novia al hacendado en la noche de bodas). Pero la expresión también se usa —en numerosas fuentes latinoamericanas— para describir otras prácticas de violencia sexual o servidumbre sexual, toleradas socialmente sin que fuera necesaria una ocasión ritual como la boda, siendo el común denominador el que un patrón o autoridad ejerciera impunemente la práctica, entendida como una especie de derecho consuetudinario informal. Muchas de estas variaciones latinoamericanas del "derecho de pernada" fueron habituales hasta mediados del siglo XX. Y se siguen registrando casos hasta la actualidad en algunas regiones del continente. La lucha contra esta práctica, entendida como un abuso agraviante, tuvo una parte central en las motivaciones personales de los campesinos para participar en la Revolución Mexicana.
Acerca del privilegio feudal, debido a que hay pocos documentos legales que se conservan como fuente, se ha discutido mucho sobre su naturaleza, al punto que numerosos historiadores cuestionan y niegan que haya existido esta práctica. Básicamente hay quien acepta que se trata de un derecho señorial tal cual lo define la historiografía tradicional, incluida la agresión sexual en la noche de bodas; otros, en cambio, piensan que era un ritual simbólico de sumisión que se saldaba con el pago de una tasa en especie o metálico y una ceremonia; los hay que aceptan que el abuso sexual era un hecho social (no referido a las bodas, aunque sí a la servidumbre feudal), pero no un derecho: más bien el reflejo de la dominación de una clase privilegiada y de la baja consideración que se tenía de la mujer en la época.[cita requerida]

## Origen posiblemente ancestral
Se ha propuesto que el derecho de pernada sería un uso de tradición muy antigua (no se sabe si prerromana, pagana o germánica, pero, en todo caso, no es ajena al derecho canónico).

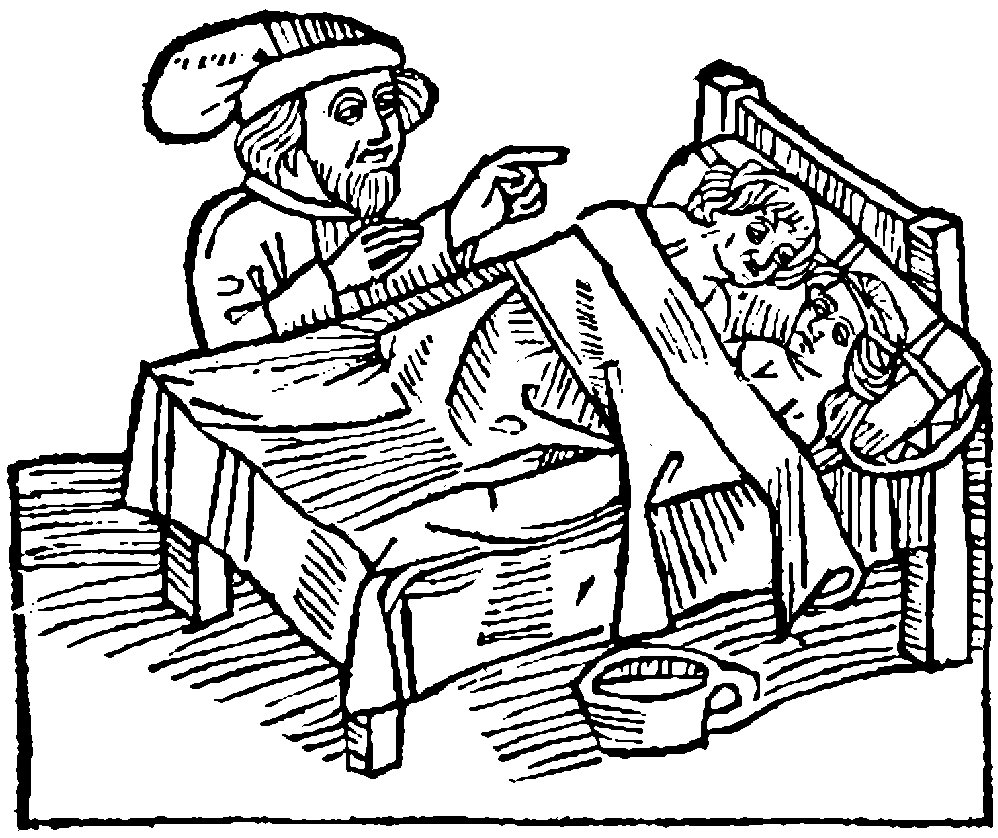
Ritual de desfloración, según un grabado medieval.

Ciertos especialistas se apoyan en paralelismos etológicos para buscarle una explicación, a partir del hecho comprobado de que, en muchas especies, los machos luchan por la supremacía en el grupo, para así asegurarse la descendencia. Este paralelismo es más estrecho en el caso de ciertos primates antropoides, especialmente los chimpancés, en cuyas comunidades se ha detectado una clara estratificación social en la que un macho dominante (o «macho alfa») se asegura la cópula con todas las hembras a su cargo.
También hay paralelismos etnográficos. Tal vez los rituales de iniciación sexual llevados a cabo originalmente por un miembro importante de la comunidad —a veces, la madre, otras un chamán, incluso un huésped importante—. Hay ritos de fecundidad y de desfloración atestiguados en las islas Marquesas (Pacífico Sur) y relatos de ceremoniales similares en culturas precolombinas; también en la India y en África. Ciertos viajeros del siglo XVI describían, en este tipo de ritos de iniciación, el empleo de idolillos ad hoc (por lo que se ha insinuado que algunas de las venus paleolíticas —por ejemplo, la Venus de Willendorf— servirían en este tipo de prácticas). Aunque se ha llegado a proponer que, en el feudalismo, el oficiante del ritual sería sustituido por la persona de más alto rango estamental (esto es, el señor feudal), tal afirmación parece una extrapolación simplista para la que no se han obtenido pruebas e, incluso, algunos estudiosos sostienen que el ritual prenupcial de desfloración es algo muy distinto, hasta opuesto, al Derecho de pernada medieval.

## Pruebas documentales directas e indirectas

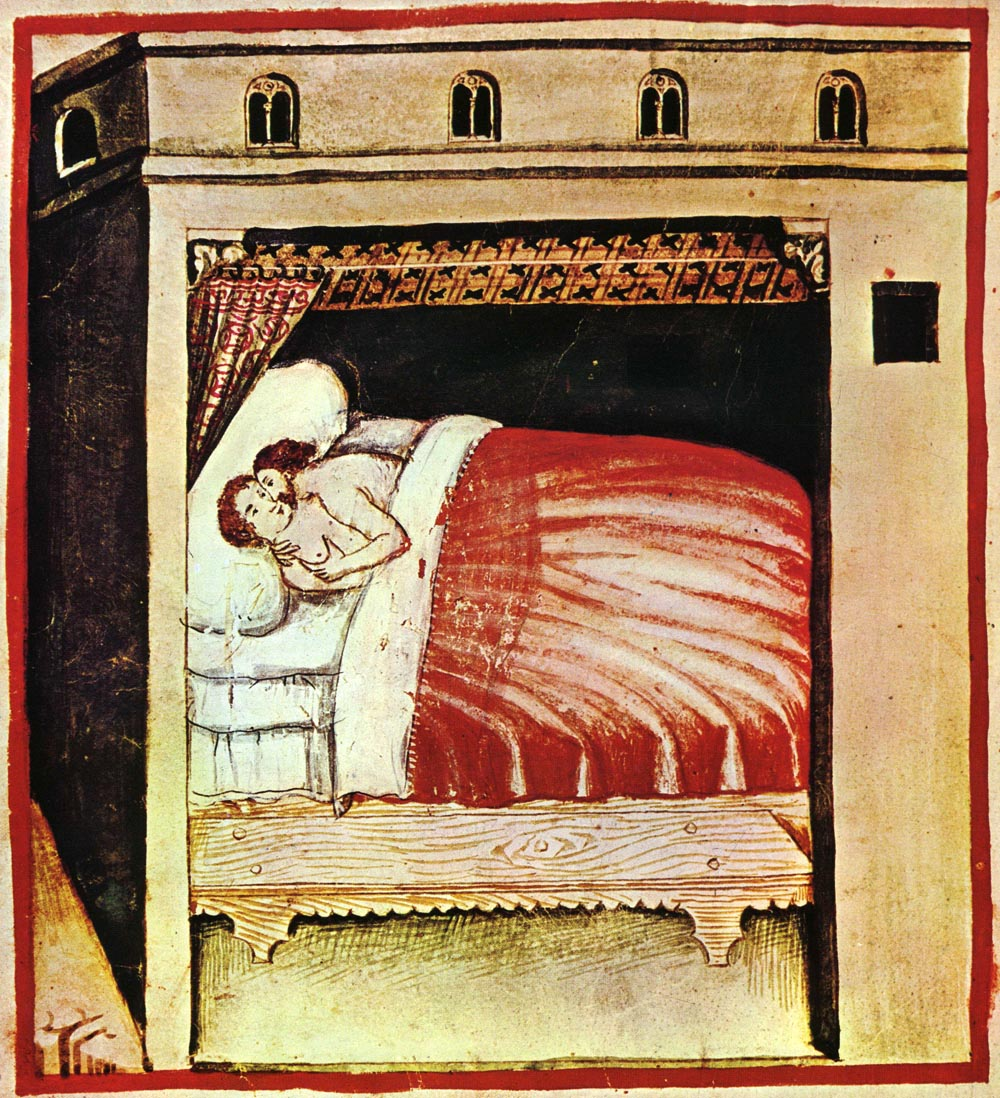
Coito representado en el códice medieval Tacuinum sanitatis.

### Los abusos sexuales como hecho, no como derecho

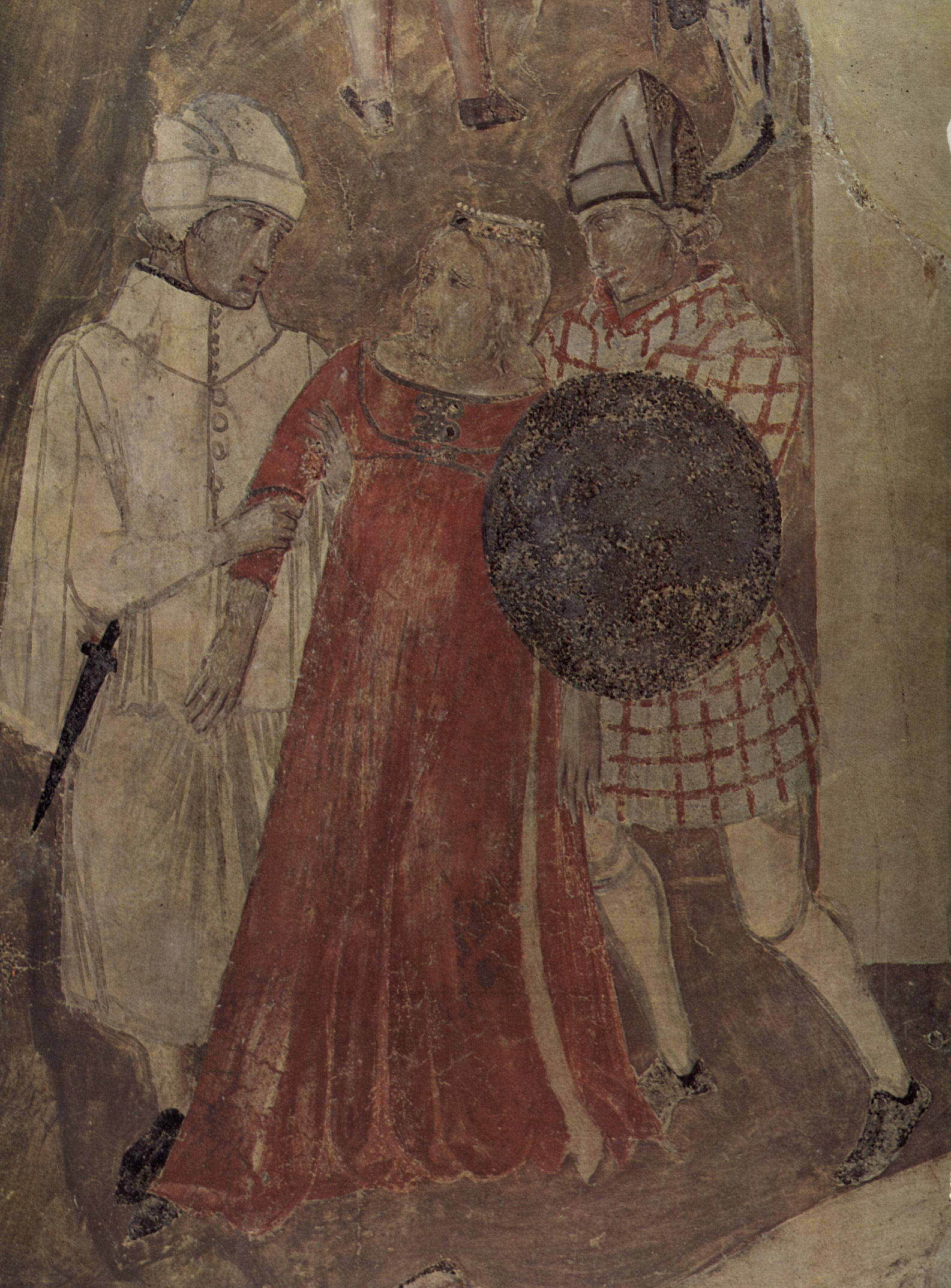
Ambrogio Lorenzetti: Escena de abusos (Alegoría del buen y del mal gobierno).

#### Origen del término pernada

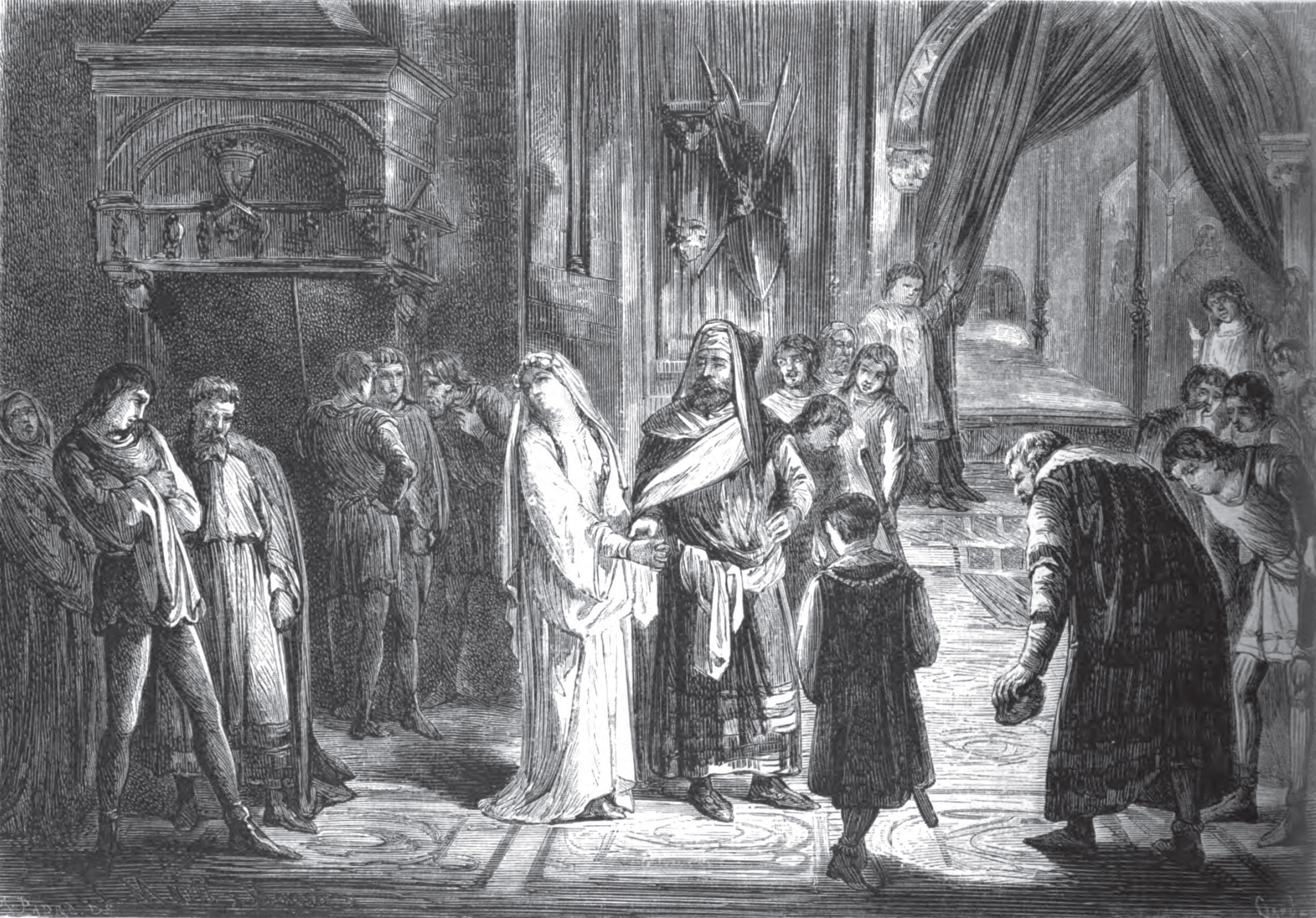
El derecho de pernada. Grabado de 1871 a partir de un cuadro historicista de José Martí y Monsó.

## En América Latina

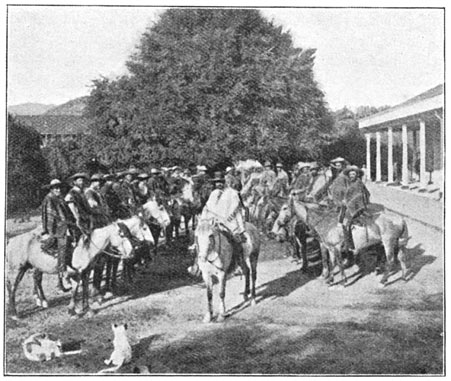
Un "patrón de fundo" chileno rodeado por los vaqueros (huasos) de su propiedad. En América Latina los grandes hacendados practicaron el "derecho de pernada" hasta bien entrado el.

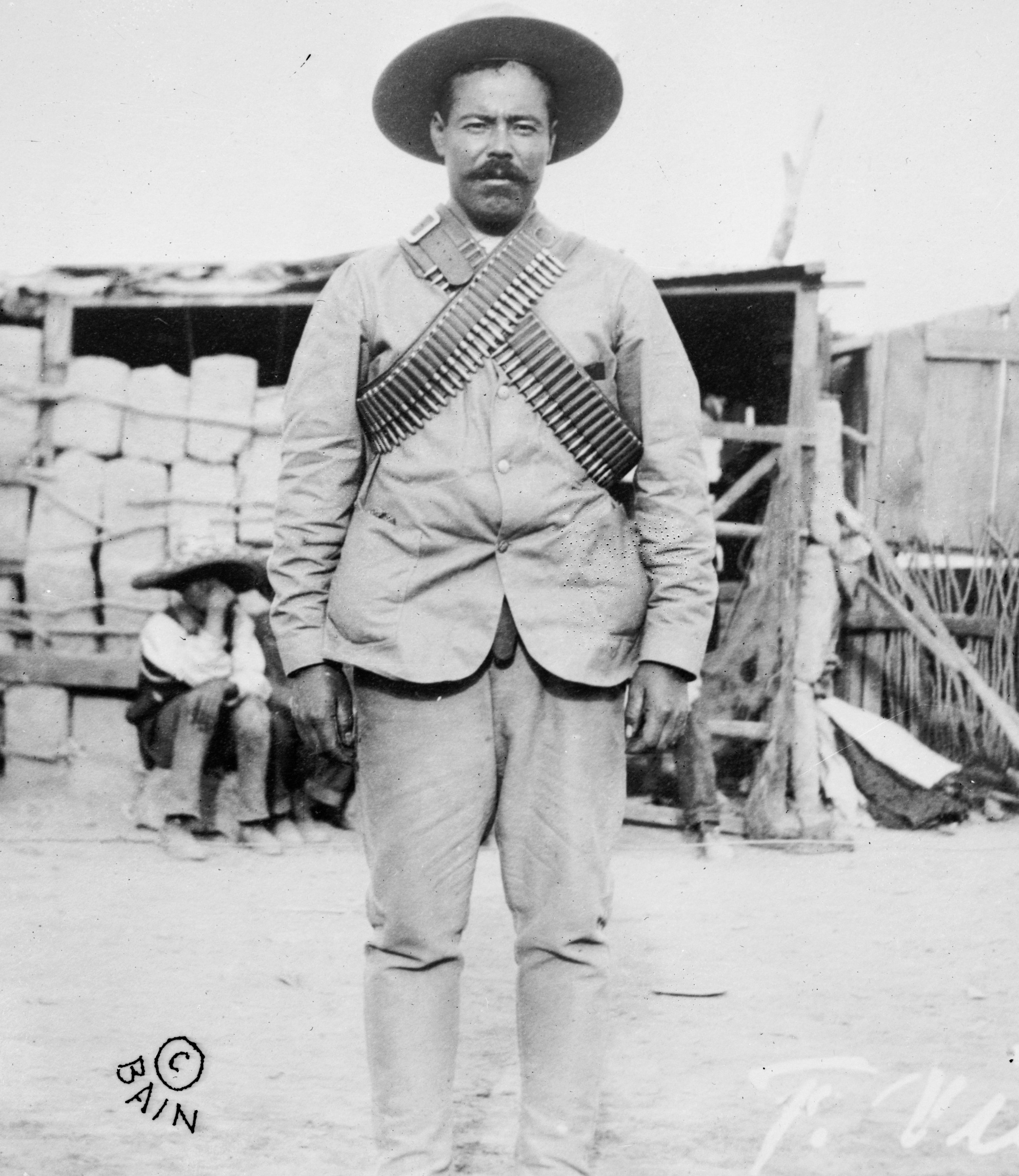
Pancho Villa, simbólico enemigo del "derecho de pernada" en México.

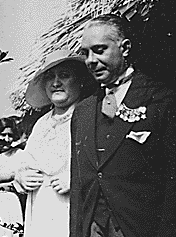
El dictador dominicano Rafael Leónidas Trujillo (en la imagen, con su segunda esposa, Bienvenida Ricardo) fue famoso por ejercer el derecho de pernada.